# Andrew Jackson
Andrew Jackson (región de las Waxhaws, frontera entre Carolina del Norte y Carolina del Sur, 15 de marzo de 1767-Nashville, Tennessee; 8 de junio de 1845) fue un abogado, general y estadista estadounidense que se desempeñó como el séptimo presidente de los Estados Unidos desde 1829 hasta 1837.
Jackson nació al término de la era colonial en algún lugar de la frontera todavía no marcada de Carolina del Norte y Carolina del Sur. Provenía de una familia recién emigrada escocesa e irlandesa de recursos medios. Durante la guerra de Independencia de los Estados Unidos, sirvió de mensajero a los revolucionarios. A la edad de 13 años fue capturado y maltratado por los ingleses, lo que lo convierte en el único presidente estadounidense que ha sido prisionero de guerra. Tiempo después llegó a ser abogado. También fue elegido a la oficina congresional, primero a la Cámara de Representantes y dos veces al Senado. Fue el fundador del Partido Demócrata junto a Martin Van Buren el 8 de enero de 1828.
En 1801, Jackson fue nombrado coronel en la milicia de Tennessee, lugar que llegó a ser su base política igual que su base militar. Fue dueño de cientos de esclavos que trabajaban en su hacienda conocida como "Hermitage Plantation". En 1806 mató a un hombre en un duelo sobre un asunto de honor que involucraba a su esposa Rachel. Llegó a tener fama nacional por medio del papel que llevó a cabo en la guerra anglo-estadounidense de 1812, cuando ganó una victoria importante en contra de una invasión británica en la batalla de Nueva Orleans aunque ya se había firmado el Tratado de Gante, algo que desconocían todos los involucrados en la batalla. En respuesta al conflicto con el pueblo seminola en la Florida Española, invadió el territorio en 1818. Esto fue la causa directa de la primera guerra seminola  y el Tratado de Adams-Onís de 1819, el cual transfirió la Florida de España a Estados Unidos.
Después de ser elegido al Senado, Jackson decidió entrar en la elección presidencial de 1824. Aunque ganó más votos electorales además del voto popular que los otros tres contrincantes, perdió en la Cámara de Representantes ante John Quincy Adams, supuestamente por un "trato corrupto" entre Adams y el presidente de la Cámara de Representantes Henry Clay, quien también era un candidato. Los partidarios de Jackson entonces fundaron lo que llegó a ser el Partido Demócrata. Entró a la elección de 1828 en contra de Adams. Usando su influencia del Oeste y con apoyo nuevo de Virginia y Nueva York, ganó con una victoria aplastante. Culpó de la muerte de su esposa Rachel a los partidarios de Adams, quienes la habían llamado bígama.
Como presidente, Jackson se enfrentó a la amenaza de secesión de Carolina del sur por la ley de "Tarifa de Abominaciones", ley que había sido aprobada por la administración de Adams. En contraste con varios de sus sucesores inmediatos, él le negó al estado el derecho de separarse de la Unión y el derecho de nulificar una ley federal. La crisis de nulificación se calmó cuando la ley fue cambiada y Jackson amenazó a Carolina del Sur con una acción militar si el estado (o cualquier otro estado) intentara separarse.
En anticipación de las elecciones de 1832, el Congreso, dirigido por Henry Clay, intentó reautorizar al Segundo Banco de los Estados Unidos cuatro años antes de que se venciera su título. Manteniendo su palabra de descentralizar la economía, Jackson vetó la renovación del título, algo que puso en peligro su reelección. Pero al explicar su decisión como defensor del pueblo en contra de los banqueros ricos, fácilmente pudo derrotar a Clay en las elecciones ese año. Él efectivamente pudo desmantelar el banco para cuando se venció su título en 1836. Sus luchas con el Congreso se personificaron en la rivalidad personal que tenía con Clay, quien era del disgusto de Jackson y quien dirigía la oposición desde el recién creado Partido Whig. La presidencia de Jackson marcó el comienzo de la ascendencia del "spoils system" (sistema de botín) en la política estadounidense. También es conocido por haber firmado el "Indian Removal Act" (Ley de Traslado Forzoso de los Indios) ley que reubicó un número de tribus nativas a la región sur del territorio indio (hoy, Oklahoma).
Jackson apoyó la exitosa campaña de su vicepresidente Martin Van Buren para la presidencia en 1836. Trabajó para apoderar al Partido Demócrata y ayudó a su amigo James K. Polk a ganar las elecciones de 1844.

## Primeros años y educación
Andrew Jackson nació el 15 de marzo de 1767. Sus padres eran los colonos escoceses e irlandeses Andrew Jackson y Elizabeth Hutchinson, presbiterianos que habían emigrado de Irlanda dos años antes. El padre de Jackson nació en Carrickfergus, del Condado de Antrim (Irlanda del Norte) alrededor de 1738. Los padres de Jackson vivieron en la villa de Boneybefore del mismo lugar.
Cuando emigraron a Norteamérica en 1765, los padres de Jackson probablemente llegaron a Filadelfia, Pensilvania. Muy probablemente viajaron por tierra entre las montañas Apalaches hacia la comunidad escocesa-irlandesa en la región de Waxhaw, quedándose finalmente en algún lugar entre la frontera de Carolina del Norte y Carolina del Sur. Trajeron consigo a dos hijos desde Irlanda, Hugh (nacido en 1763) y Robert (nacido en 1764).
El padre de Jackson murió en un accidente en febrero de 1767 a la edad de 29 años, tres semanas antes de que naciera su hijo Andrew en el área de Waxhaws. El sitio exacto de su nacimiento no está claro porque nació en el tiempo en que su madre hacía el viaje difícil a casa después de enterrar al padre de Jackson. El área era tan remota que en esos días todavía no había sido puesta en algún mapa.
En 1824 Jackson escribió una carta en la que describe haber nacido en la hacienda de un tío en el Condado de Lancaster (Carolina del Sur). Pero se cree que había dicho esto debido a que este estado estaba considerando anular la ley de Tarifas de 1824, algo a lo que se oponía. En la década de 1850, se encontró evidencia de segunda mano que indicaba que él había nacido en la casa de un tío diferente en Carolina del Norte.
Jackson recibió educación esporádica en la "vieja escuela de campo". En 1781 trabajó por un tiempo en un taller de fabricación de sillines. Después llegaría a ser maestro y estudió Derecho en Salisbury (Carolina del Norte). En 1787 aprobó su examen de abogacía y se mudó a Jonesborough (Tennessee) a lo que era en ese entonces el distrito occidental de Carolina del Norte. Esta área después llegó a ser conocida como el territorio del Suroeste y posteriormente llegó a ser el estado de Tennessee.

## Servicio en la Guerra de la Independencia

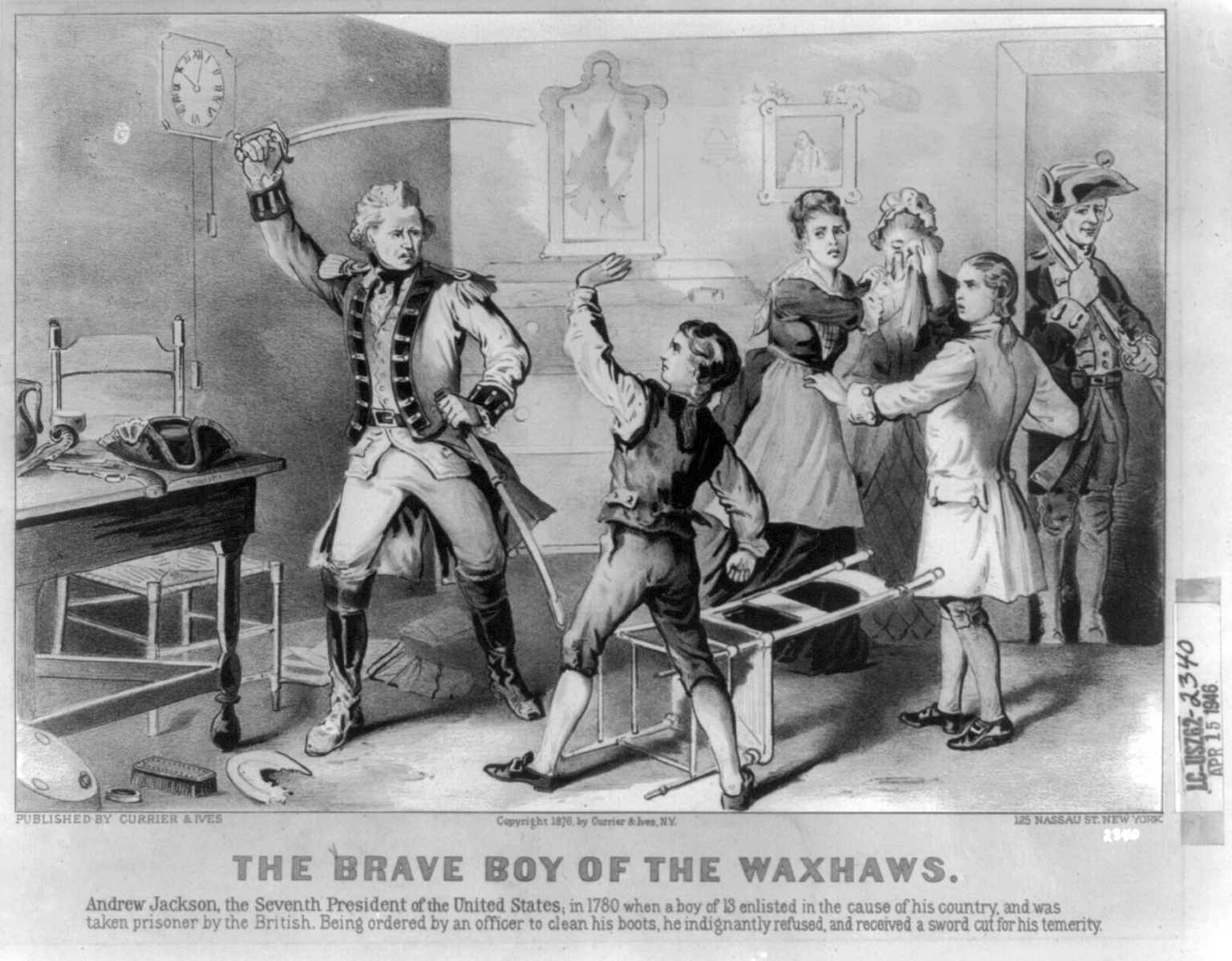
El joven Jackson rehúsa limpiar las botas del Mayor Coffin (litografía de 1876).

Durante la guerra de Independencia de los Estados Unidos, Jackson, a la edad de 13 años, ayudaba informalmente a la milicia local como mensajero. Su hermano mayor, Hugh, murió por un golpe de calor en el curso de la Batalla de Stono Ferry el 20 de junio de 1779. Andrew y su hermano Robert fueron capturados por los ingleses y encarcelados. Llegaron cerca de la muerte por inanición mientras estaban capturados. Cuando Andrew rehusó limpiar las botas de un oficial británico, el oficial rajó al joven con una espada, dejándole cicatrices en su mano izquierda y en la cabeza, razón por la que odiaba intensamente a los ingleses. Mientras estuvieron encarcelados, los hermanos también contrajeron la viruela.
Robert Jackson murió por las secuelas del maltrato el 27 de abril de 1781, unos días después de que la madre de los dos muchachos pudo pagar su libertad. Después de haberse asegurado de la recuperación de Andrew, ella se ofreció como enfermera voluntaria para los prisioneros de guerra en dos barcos mantenidos en el puerto de Charleston, donde se estaba produciendo un brote de cólera. En noviembre de 1781 ella murió de la enfermedad y fue enterrada en una fosa común. Andrew había quedado huérfano a la edad de 14 años. Al haber muerto su madre y sus hermanos, él culpó a los ingleses por la pérdida de su familia.

## Carrera de derecho y política
Jackson comenzó su carrera de derecho en Jonesborough, en el noreste de Tennessee. Aunque su educación en Derecho fue débil, él conocía lo suficiente como para servir de abogado en lugares fronterizos. Ya que no venía de una familia distinguida, él tuvo que crear su reputación completamente solo. En poco tiempo llegó a disfrutar del éxito en el campo tumultuoso de la ley fronteriza. Mucho de su trabajo provino de disputas sobre propiedades o de casos de asalto. En 1788 fue nombrado fiscal del distrito occidental y mantuvo su puesto en esta área del territorio del Suroeste después de 1791.
Jackson fue elegido como delegado a la Convención constitucional de Tennessee en 1796. Cuando Tennessee llegó a ser estado ese mismo año, él fue elegido como uno de sus representantes. El siguiente año fue elegido al senado estadounidense por el partido Demócrata-Republicano pero renunció al año siguiente. (Regresó al senado en 1823 después de 24 años, 11 meses, y tres días de no formar parte del congreso, la segunda brecha de tiempo más larga de servicio al congreso.) En 1789 fue nombrado juez de la corte suprema de Tennessee, puesto que mantuvo hasta 1804.

### Especulación de la tierra y fundación de Memphis
En 1794, Jackson formó un negocio con John Overton "para el propósito de comprar tierras, al igual que esas tierras con y sin bordes militares". Abiertamente compraba y vendía tierras que habían sido reservadas por tratados para los Cherokee y los Chickasaw. Al regresar de Florida, Jackson negoció la compra de las tierras de la Nación de Chickasaw en 1818 (algo que llegó a conocerse como La Compra de Jackson.) Fue uno de los tres inversores originales que fundaron la ciudad de Memphis, Tennessee, en 1819.

## La haciendaHermitage

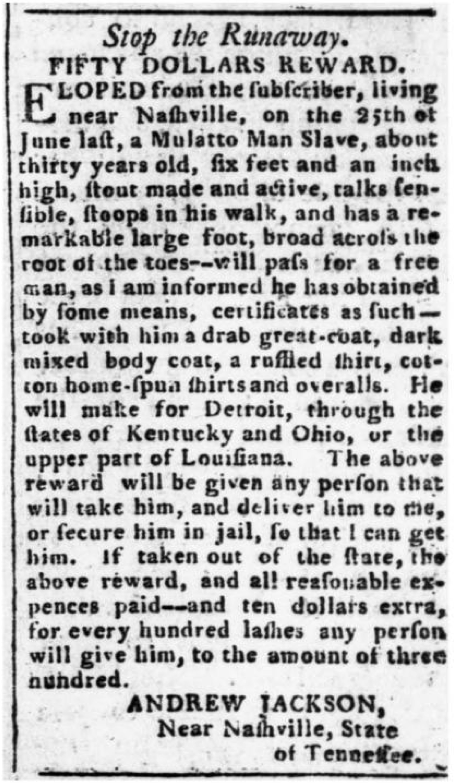
Un anuncio puesto por Andrew Jackson ofreciendo una recompensa de $50, más gastos, por el regreso de un mulato esclavo que había escapado de la hacienda de Jackson. Algo raro para su tiempo, el anuncio ofrecía diez dólares extra por cada 100 azotes que se le den, hasta 300 azotes.

Además de su carrera legal y política, Jackson prosperó como granjero, dueño de esclavos y comerciante. Construyó una casa y la primera tienda general en Gallatin (Tennessee) en 1803. El siguiente año adquirió Hermitage, una hacienda de 640 acres (2,58 km²) en el Condado de Davidson (Tennessee), cerca de Nashville. Más tarde le agregó otros 360 acres (1,46 km²) a la hacienda, la cual con el tiempo llegó a crecer hasta los 1.025 acres (4,25 km²). El producto principal de la hacienda era el algodón, el cual era cultivado por sus esclavos. Empezando con nueve esclavos, él pudo poseer hasta 44 para el año 1820 y después fue dueño de hasta 150 esclavos, posesión que lo convertía en un granjero rico. Durante su vida, se estima que Jackson fue dueño de hasta 300 esclavos.
Hombres, mujeres y niños esclavos eran mantenidos por Jackson en tres secciones de la hacienda. Los esclavos vivían en unidades de familia extendida de entre 5 a 10 personas en cabañas hechas de ladrillo o troncos. El tamaño y calidad de esas viviendas excedía los estándares de la época. Para ayudar a sus esclavos en su sustento, además de darles raciones de comida, les suplementaba pistolas, cuchillos y equipos de pesca y caza. A veces les pagaba a sus esclavos en dinero, con el cual ellos compraban en las tiendas locales. Aun así la hacienda Hermitage era una empresa de lucro y Jackson exigía la lealtad de sus esclavos. A este fin, permitía que sus esclavos fuesen azotados para incrementar la producción o si creía que algún esclavo había hecho alguna ofensa severa. Varias veces publicó anuncios sobre esclavos fugitivos. Para los estándares de la época, Jackson era considerado un dueño de esclavos bondadoso que proveía comida y techo para sus esclavos y que no prohibía a sus esclavas criar a sus hijos ni las separaba de ellos.

## Carrera militar
Jackson fue nombrado comandante de la milicia de Tennessee en 1801 con el rango de coronel. Luego fue elegido mayor general de la milicia de Tennessee en 1802.

### Guerra de 1812

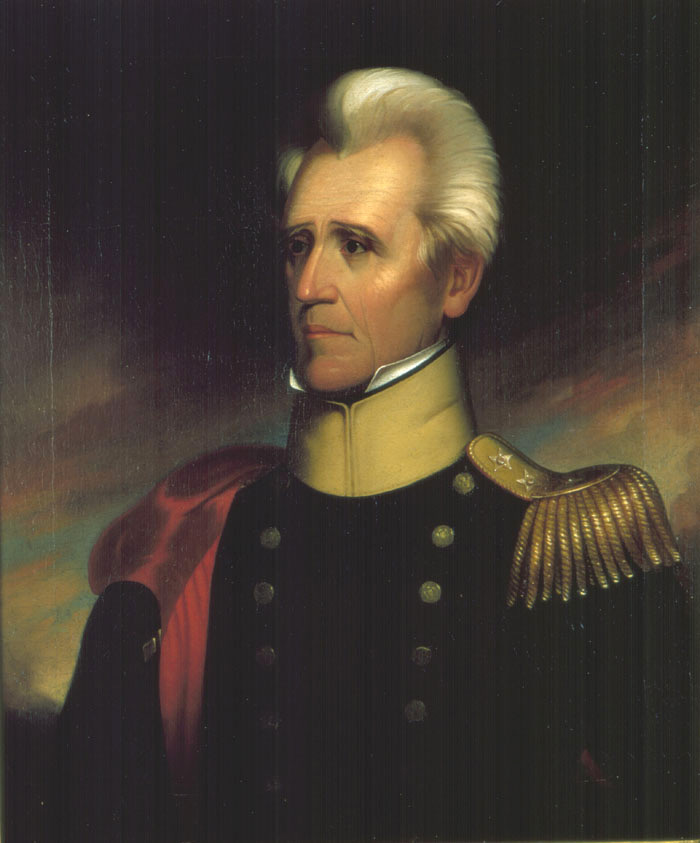
Pintura por Ralph E. W. Earl, c. 1837.

#### La campaña en contra de los creek y el tratado del Fuerte Jackson

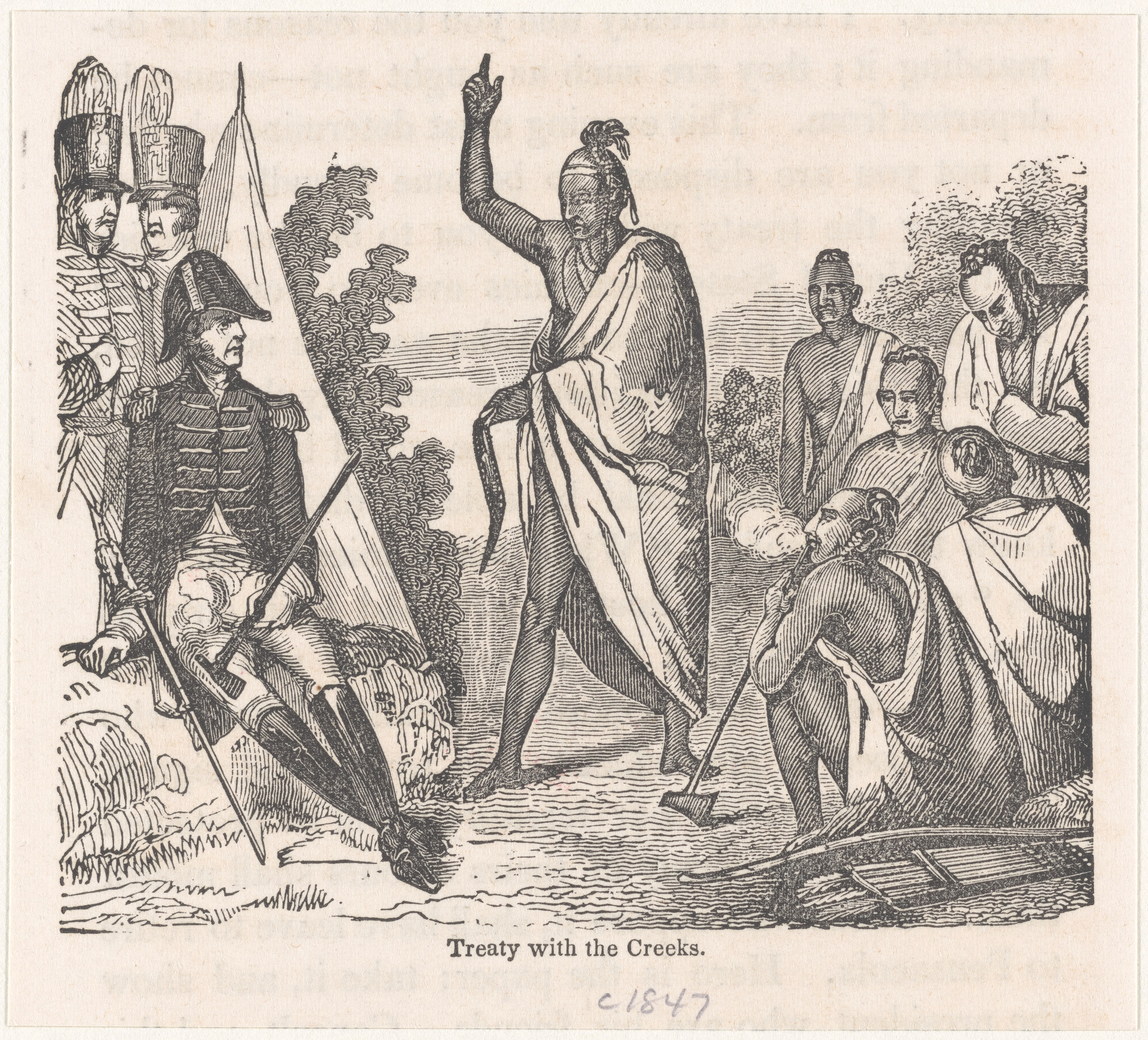
Tratado del Fuerte Jackson, 1814.
Jackson impuso términos severos a los indios Creek.
Treaty with the Creeks (Tratado con los Creeks, 1847).

Durante la guerra de 1812, el jefe de la tribu Shawnee, Tecumseh pudo convencer a las tribus Creek del norte de Alabama y Georgia a atacar a los colonos anglosajones. Él unificó las tribus del noroeste en contra de los estadounidenses, tratando de expulsarlos de las tierras de Ohio. Durante esos días, 400 colonos fueron masacrados en lo que llegó a conocerse como la Masacre de Fort Mims en el año 1813, una de las pocas ocasiones en que murieron un gran número de estadounidenses negros y blancos a manos de atacantes indios. Esta acción fue la causa de una campaña militar en contra de los indios Creek. Como ocurrió al mismo tiempo que la guerra de 1812, esta campaña fue dirigida por Jackson quien, a su vez, dirigió fuerzas militares estadounidenses, la milicia de Tennessee, el ejército estadounidense regular y guerreros Cherokee, Choctaw y Muscoges. Sam Houston y David Crockett pelearon bajo el mando de Jackson en esta campaña.
Jackson derrotó a los 'Palos Rojos' en la Batalla de Horseshoe Bend en 1814. Las fuerzas estadounidenses y sus aliados mataron a 800 guerreros de los 'Palos Rojos', pero le perdonaron la vida al jefe 'Águila Roja', un hombre de raza mestiza también conocido como William Weatherford. Después de la victoria, John Armstron Jr., el secretario de guerra del presidente James Madison ordenó al mayor general Thomas Pinckney escribir el tratado de rendición en 1814. Pinckney redactó el tratado en términos moderados de rendición; los cuales incluían una parte del territorio indio, la construcción de un fuerte militar, el arresto de las personas que crearon las hostilidades y un acuerdo de no hacer comercio con otros países. Jackson se opuso al tratado en esos términos. El quería ver a los Creek destruidos totalmente. Durante ese tiempo, Jackson fue ascendido al rango de mayor general y se le dio el control de Séptimo Distrito Militar. Esta ascension reemplazó al anterior mayor general, Thomas Flournoy. Jackson, ahora general comandante, inmediatamente deshizo el tratado de Pinckney e impuso términos severos a sus enemigos Creek del norte y a los Creek del sur y tomó 22 millones de acres (89,030 km²) de tierra de los Creek en lo que ahora son los estados de Georgia y Alabama. Jackson también tomó tierra de indios que habían estado del lado de los estadounidenses. Jackson afirmó que los términos deberían ser aceptados o las tribus serían expulsadas a Florida. El 9 de agosto de 1814, 35 ancianos indios firmaron el Tratado del Fuerte Jackson. Aun así, las facciones guerreras de la nación de los Creek y los Británicos nunca aceptaron formalmente el tratado.
De acuerdo a la autora Gloria Jahoda, los Creek le dieron a Jackson el nombre de Jacksa Chula Harjo que significa "Jackson, viejo y feroz".

#### La batalla de Nueva Orleans

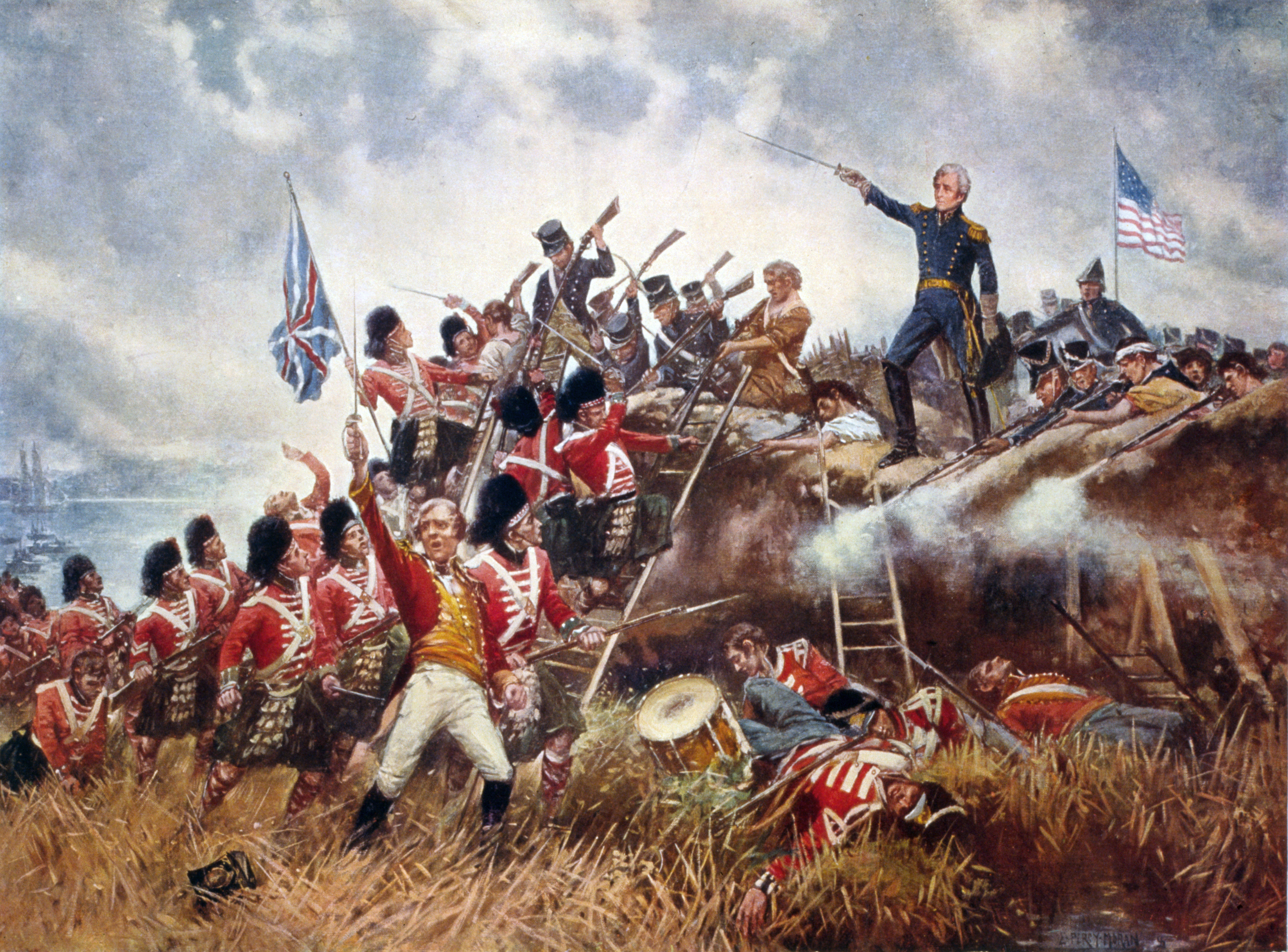
La Batalla de Nueva Orleans. El general Andrew Jackson parado sobre sus defensas improvisadas, mientras sus tropas se defienden contra los británicos atacantes, por el pintor Edward Percy Moran en 1910.

El servicio de Jackson en la guerra de 1812 en contra de las fuerzas británicas se conoce por su éxito y valentía. Cuando las fuerzas armadas Británicas se dirigieron a Nueva Orleans, Jackson tomó el mando de las defensas, lo que incluía a milicias de varios estados occidentales y territorios. Era un comandante estricto pero gozaba de popularidad entre sus tropas. Decían que era igual de fuerte que la madera de nogal cuando estaba en el campo de batalla, así que adquirió el apodo de "Old Hickory" (Viejo Nogal). En la batalla de Nueva Orleans el 8 de enero de 1815, los 5000 hombres de las tropas de Jackson derrotaron a los 7000 soldados británicos. Al terminar la batalla, los ingleses tenían 2037 víctimas de guerra: 291 muertos (incluyendo a 3 generales de alto rango), 1262 heridos, y 484 capturados o desaparecidos. Los estadounidenses tuvieron 71 víctimas de guerra: 13 muertos, 39 heridos, y 19 desaparecidos.

#### Reforzamiento de la ley marcial en Nueva Orleans
Jackson ordenó el arresto del juez de la corte distrital estadounidense Dominic A. Hall en marzo de 1815 después de que el juez firmara un recurso de exhibición (Hábeas corpus) a favor de un legislador de Luisiana que Jackson había arrestado. Louis Louaillier había escrito un artículo anónimo en el periódico de Nueva Orleans en el cual se quejaba de la negación de Jackson de librar a la milicia estatal de sus puestos después de la partida de los ingleses. Jackson había declarado que la ciudad entera ahora estaba bajo su control en vez de solamente su campo de soldados. Después de arrestar un legislador de Luisiana, un juez federal, un abogado, y después de la intervención de Joshua Lewis, un juez estatal, quien estaba simultáneamente sirviendo bajo el mando de Jackson en la milicia, y quien también había firmado un recurso de exhibición en contra de Jackson, su comandante oficial, buscando así poner en libertad al juez Hall, Jackson se rindió.
Las autoridades civiles de Nueva Orleans tenían razón en temer a Jackson. Pero les fue mejor que a otros seis miembros de la milicia cuyas ejecuciones, ordenadas por Jackson, se conocerían después por medio de Los Volantes de Ataúd durante su campaña de elección a la presidencia de 1828. Aun así, Jackson llegó a ser un héroe nacional por sus acciones en esta batalla y por sus acciones durante la guerra de 1812. Por medio de una resolución del congreso el 27 de febrero de 1815, Jackson recibió las 'Gracias del Congreso' al igual que la medalla de oro congresional. Alexis de Tocqueville, quien no estaba impresionado por Jackson, después comentó en Democracy in America (La democracia en América) que Jackson "[...] fue elevado a la presidencia, y ha sido mantenido allí, solamente por el recuerdo de una batalla que consiguió, veinte años atrás, bajo las murallas de Nueva Orleans".

### La primera guerra semínola

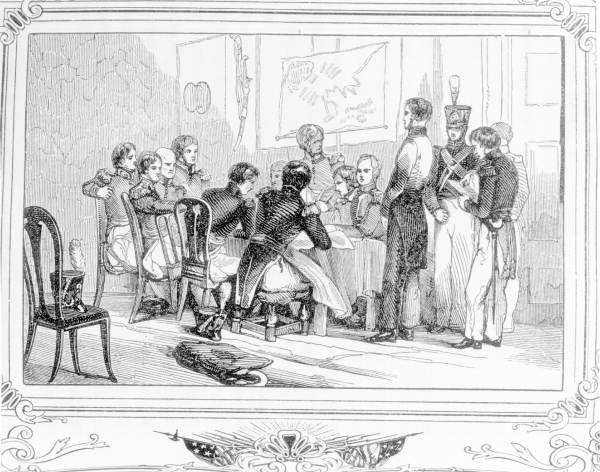
Juicio de Robert Ambrister durante las Guerras Seminolas. Ambrister fue uno de los dos súbditos británicos ejecutados por el general Jackson. (1848).

Jackson también sirvió en el ejército durante la primera guerra semínola. Fue ordenado por el presidente James Monroe en diciembre de 1817 el emprender una campaña en Georgia contra la tribu Seminola y los indios Creek. A Jackson también se le encargó asegurar que la Florida española no llegara a convertirse en refugio para esclavos huidos. Críticos después aseguraron que Jackson se excedió en sus órdenes en sus acciones de Florida. Sus directrices fueron "terminar el conflicto". Jackson creía que la mejor manera de terminar el conflicto era tomar la Florida. Antes de partir, Jackson le escribió a Monroe, "Déjeseme significar, por cualquier medio [...] que la posesión de las Floridas sería deseable a los Estados Unidos, y que en sesenta días se cumplirá".
La tribu seminola atacó a los voluntarios de Jackson de Tennessee. Durante el ataque, los seminolas dejaron sus poblados vulnerables, algo de lo que se aprovechó Jackson, quien quemó sus casas y granjas. Encontró cartas que indicaban que los españoles y los británicos asistían secretamente a los indios. Jackson creía que los Estados Unidos nunca estaría seguro si España e Inglaterra seguían animando a los indios a atacar y argumentó que sus acciones se tomaron en defensa propia. Jackson capturó Pensacola, Florida, con nada más que tiros de amenaza, y depuso al gobernador español. Capturó y después juzgó y ejecutó a dos ciudadanos británicos, Robert Ambrister y Alexander Arbuthnot en lo que llegó a conocerse como El Incidente de Arbuthnot y Ambrister, quienes habían estado abasteciendo y aconsejando a los indios. Las acciones de Jackson atemorizaron a las tribus de los seminolas y al esparcirse los rumores sobre él, llegó a ser conocido por "cuchillo afilado".
Las ejecuciones y la invasión de un territorio que le pertenecía a España, un país con el cual Estados Unidos no estaba peleando, crearon un incidente internacional. Muchos en la administración de Monroe pidieron que se censurara a Jackson. El secretario de estado, John Quincy Adams, un adoptador temprano de la creencia en el destino Manifiesto, defendió a Jackson. Cuando el ministro español exigió un castigo adecuado para Jackson, Adams le escribió de vuelta, "España debe inmediatamente [decidir] de poner una fuerza [militar] en Florida adecuada para la protección de su territorio [...] o cederla a los Estados Unidos como provincia, de la cual ella retenga nada más que las mínimas posesiones, pero que es, de hecho [...] un puesto de molestia para ellos". Adams usó la conquista de Jackson, y la debilidad de los españoles, como herramientas para hacer que España ceda el territorio a los Estados Unidos en el Tratado de Adams-Onís. Inmediatamente después, Jackson fue nombrado gobernador militar sobre Florida, puesto que mantuvo desde el 10 de marzo de 1821 al 31 de diciembre de 1821.

## Elección de 1824
La legislatura de Tennessee nominó a Jackson para la presidencia en 1822. También lo eligió como senador estadounidense. Para el año 1824, el partido demócrata-republicano era el único partido nacional que funcionaba. Sus candidatos a la presidencia habían sido escogidos por un proceso informal conocido como la camarilla congresional para la nominación, pero esto había llegado a ser impopular. En 1824, la mayoría de los demócratas-republicanos en el congreso boicotearon la camarilla. Aquellos que atendieron apoyaban al secretario de la tesorería William H. Crawford para la presidencia y a Albert Gallatin para la vicepresidencia. Una convención en Pensilvania nominó a Jackson para la presidencia un mes después, afirmando que la camarillas irregulares ignoraban la voz del pueblo y eran una esperanza vana de que el pueblo estadounidense sean decepcionados a la creencia de que [Crawford] era el candidato democrático regular. Gallatin criticó a Jackson como "un hombre honesto y el ídolo de los adoradores de la gloria militar, pero incapaz, de hábitos militares, y con una habitual indiferencia a las leyes y las provisiones constitucionales, todo impropio para la oficina [de presidente]".
Además de Jackson y Crawford, el secretario de estado John Quincy Adams y el presidente de la cámara de representantes Henry Clay también eran candidatos. Jackson recibió el número de votos mayor pero no la mayoría. Además, cuatro estados no contaban el voto mayor. Los votos del colegio electoral se dividieron por cuatro. Jackson también tenía la mayoría. Ya que ninguno de los candidatos alcanzó la mayoría requerida, la elección restó en la cámara de representantes, quienes escogieron a Adams. Los partidarios de Jackson denunciaron el resultado como un "Trato Corrupto" ya que Clay le dio el apoyo de su estado a Adams, quien entonces nombró a Clay secretario de estado. Ya que ninguno de los electores de Kentucky había votado por Adams, y Jackson había ganado el voto popular, algunos políticos de Kentucky criticaron a Clay por violar el deseo del pueblo por favores políticos. La derrota de Jackson destrozó sus credenciales políticas. Aun así, mucha gente se quedó con la idea de que el "hombre de la gente" había sido robado de su victoria por los "burócratas corruptos del este".

## Elección de 1828

"Algunas historias de los hechos sangrientos del General Andrew Jackson". Artículo de alrededor de 1828.

Jackson denunció el "trato corrupto" que se hizo en 1824 y por los siguientes cuatro años dirigió una campaña para sacar a Adams de la Casa Blanca. Renunció al senado en 1825 para ir tras la presidencia. Al llegar el tiempo, la legislatura de Tennessee de nuevo eligió a Andrew Jackson para la presidencia. Jackson atrajo al apoyo del vicepresidente de Adams, John C. Calhoun, al igual que el apoyo de Martin Van Buren y Thomas Ritchie. Van Buren y Ritchie antes apoyaban a Adams. Van Buren, con la ayuda de sus amigos en Filadelfia y Richmond, reavivaron muchas propuestas del partido republicano y decidieron renombrar al partido como el Partido demócrata. Organizaron al partido para una larga durabilidad. En 1828, Jackson y su equipo derrotaron fácilmente a Adams en la elección presidencial.
Durante la elección, los oponentes de Jackson lo odiaban tanto, que públicamente lo llamaban "jackass", un término denigrante en inglés que significa burro. En vez de ofenderse, el nombre le causó gracia a Jackson, así que decidió usar la imagen de un burro como representación de su nuevo partido. Esta imagen se hizo popular por un tiempo pero después cayó en el olvido. No fue hasta cuando salió una caricatura por el famoso Thomas Nast que el burro llegó a asociarse permanentemente con el partido demócrata.
La campaña llegó a ser una disputa personal entre Adams y Jackson. Como era la costumbre de la época, ninguno de los candidatos hizo campaña personalmente, pero sus partidarios en diversos estados organizaban convenciones, manifestaciones y asambleas en apoyo de su candidato preferido. Además de eventos, también escribían mucho en contra de los candidatos contrarios en los periódicos. La elección cayo en un punto bajo cuando los partidarios de Adams acusaron a la esposa de Jackson de bígama. Aunque la acusación era acertada, la mayoría de los ataques en contra de Jackson eran sobre cosas que habían pasado hacía muchos años (1791-1794). La respuesta de Jackson fue que perdonaría a las personas que habían hablado en contra de él, pero que nunca perdonaría a las personas que habían hablado en contra de su esposa. Rachel murió repentinamente el 22 de diciembre de 1828, antes de la investidura de Jackson y fue enterrada la noche antes de Navidad. Jackson culpó a los partidarios de Adams por su muerte. "Que Dios Todopoderoso perdone a sus asesinos", dijo en su funeral, "porque yo nunca lo haré".
Durante la campaña, Jackson también fue atacado, no solamente por tener esclavos, sino también por moverlos de un lado a otro en busca de lucrarse, un desafío a los estándares de la moral de la época.

## Presidencia (1829-1837)

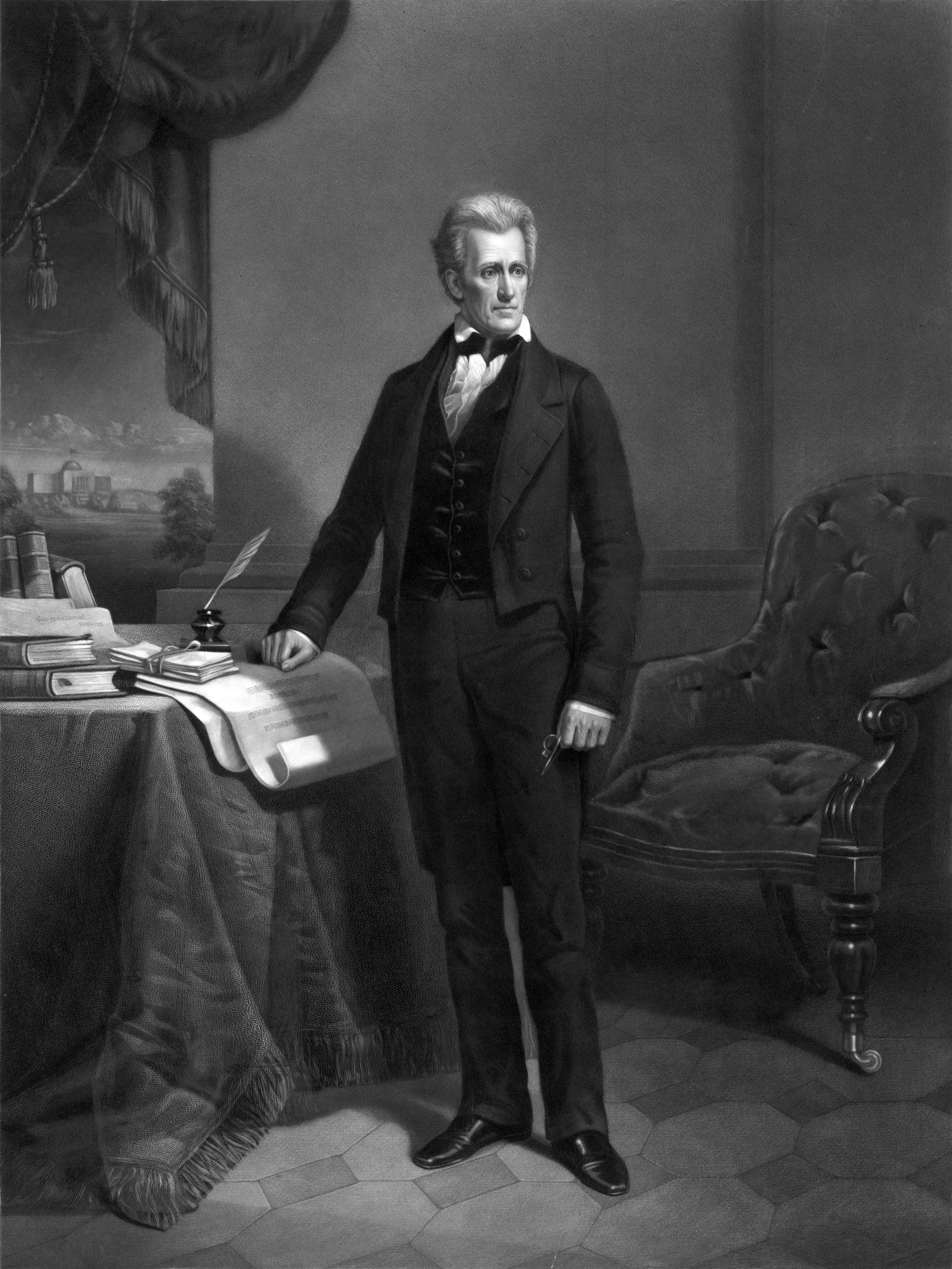
El presidente Andrew Jackson.
New York: Ritchie & Co. (1860).

### Filosofía
El nombre de Jackson se ha ligado al tipo de gobierno que ejerció, lo que se conoce como la democracia jacksoniana. La democracia jacksoniana se define como el tipo de democracia que representa los intereses del pueblo común en vez de los intereses de un electorado específico, como era el caso hasta entonces cuando solamente podían votar hombres blancos terratenientes. Aun así, aunque el voto incluía ahora a más personas, estaba restringido solo a hombres blancos. Esta inclusión, que se conoce en la política estadounidense como la "Era de Jackson", afectó el estado de los partidos políticos de manera que desde ese entonces en adelante, solamente se podía contar con dos delegados de dos partidos políticos. La presidencia de Jackson siguió el modelo de la presidencia de Thomas Jefferson y abogaba por los valores de la generación revolucionaria. La presidencia de Jackson también se destacó por el tono de alta moral y al provenir de una sociedad agraria, las simpatías de Jackson estaban con los granjeros y la restricción del gobierno estatal y federal. Jackson temía que los intereses de los banqueros y de los negocios llegarían a corromper los valores de la república. Cuando Carolina del sur se opuso a la ley de tarifas y amenazó con separarse de la unión de estados, Jackson defendió tajantemente la postura del gobierno federal y en contra de la secesión.
Jackson creía que la autoridad del presidente provenía del pueblo y que el oficio de la presidencia no se debería apegar a algún partido político. Por esta razón, Jackson no escogió solamente a personas de su partido para su gabinete, sino que escogió a las personas que él creía estaban mejor capacitadas para el trabajo o personas que tenían experiencia con negocios pero que el sentía que podía controlarlos. Jackson escogió a Martin Van Buren como secretario de estado, a John Eaton como secretario de guerra, Samuel Ingham como secretario de la Tesorería, John Branch como secretario de la armada, John Berrien como fiscal general, y William T. Barry como director general de correos. Las primeras nominaciones de Jackson para su gabinete no llegaron a ser debido a peleas amargas partidistas además de chismes entre Eaton, Martin van Buren, y John C. Calhoun. Para la primavera de 1831, solo quedaba Barry mientras que el resto del gabinete había sido despedido. Las siguientes nominaciones de Jackson trabajaron mejor entre sí.

### Investidura
El 4 de marzo de 1829, Andrew Jackson llegó a ser el primer presidente que tomó su juramento a la presidencia en el patio este del Capitolio. Jackson fue el primer presidente que invitó al público en general a asistir al baile de inauguración de su presidencia. Llegó mucha gente pobre con sus mejores ropas hechas a mano. La multitud creció tanto que los guardias de Jackson no pudieron mantenerlos fuera de la Casa Blanca, la cual llegó a estar tan llena que muchos platos y decoraciones se rompieron. Algunas personas se subieron en sillas lujosas con los zapatos enlodados para alcanzar a ver al presidente. La multitud llegó a estar tan fuera de control que los anfitriones llenaron tinas de ponche para atraer a las personas fuera de la Casa Blanca. Este populismo estridente de Jackson le ganó el apodo de "King Mob" (Rey Chusma).

### Política de los miriñaques

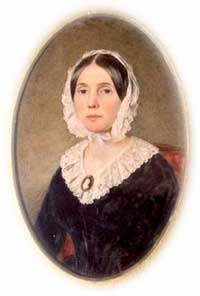
La señora Calhoun, una líder del incidente del miriñaque.

Jackson dedicó mucho tiempo en los primeros años de su presidencia a lo que llegó a ser conocido como el "Petticoat Affair" (Incidente de los miriñaques) también conocido como el "Eaton Affair" (Incidente de Eaton). Corrían chismes graves en Washington entre el gabinete de Jackson y sus esposas sobre el secretario de guerra John H. Eaton y su esposa Peggy Eaton. Más notables fueron las acusaciones de la esposa del vicepresidente John C. Calhoun, Floride Calhoun. Estos rumores aseguraban saber que cuando Peggy era una joven camarera en la taberna de su padre, se portó de manera promiscua e incluso que hasta se prostituía. Con el tiempo, estos rumores hicieron que las esposas de los miembros del gabinete, lideradas por la señora Calhoun, evitaran toda forma de socialización con Peggy y su esposo. Jackson estaba indignado— el honor de un hombre, opinaba él, requería que se controlara firmemente a la esposa. Permitir que una antigua prostituta entrara en el círculo de la familia presidencial era inconcebible, pero para Jackson, quien decía haber perdido a su propia esposa por el estrés que le causaron rumores similares, la virtud de Peggy no podía ser cuestionada. Jackson declaró a su gabinete: "¡Ella es igual de casta que una virgen!" Jackson opinaba que las personas sin honor eran aquellas que seguían afirmando tales chismes y que estos deshonraban al mismo Jackson.
Mientras tanto, las esposas de los miembros del gabinete insistían en que los intereses y el honor de toda mujer estadounidense estaban en juego. Insistían en que las mujeres honorables nunca llevarían a cabo favores sexuales para hombre alguno fuera del matrimonio. Cualquier mujer que rompiera este código de honor era deshonrosa e inaceptable. El historiador Daniel Walker Howe notó que este espíritu es uno de los que empezó el movimiento feminista de la siguiente década. Las esposas de los diplomáticos europeos sin embargo le restaron importancia al incidente; aparte de poner los intereses del país en primer lugar, ellas estaban acostumbradas a ver situaciones similares en Londres y París. El secretario de estado Martin Van Buren, un viudo, había comenzado una coalición en contra de Calhoun y al ver su oportunidad de dar un fuerte golpe a la reputación de Calhoun, se pasó al lado de Eaton y Jackson.
Al final, todo culminó en la disolución del gabinete original, ya que con la excepción del director general del servicio postal, cada miembro del gabinete renunció o fue despedido. Jackson nominó a Van Buren como embajador en Inglaterra pero Calhoun detuvo su nominación. Calhoun siguió siendo el vicepresidente estadounidense y se jactaba de haber terminado la carrera política de Martin Van Buren al haber detenido su nominación. Aseguró que este hecho había funcionado para "matarlo, señor, matarlo! El nunca pateará, señor, nunca pateará". Sin embargo Van Buren recobró su reputación y llegó a ser consejero extraoficial de Jackson al igual que un grupo de otros consejeros extraoficiales que Jackson consultaba al igual que con el gabinete oficial. Este grupo de hombres llegaron a formar lo que se llamó el Gabinete de Cocina (Kitchen Cabinet). Martin Van Buren llegó a ser el vicepresidente de Jackson en la siguiente elección y finalmente llegó a ser presidente de los Estados Unidos en 1836. Al haber sufrido por rumores maliciosos, Jackson adquirió el periódico "Globe" (El Globo) para servir de periódico de propaganda además de como fuente en contra de rumores.

### Ley de desplazamiento indígena

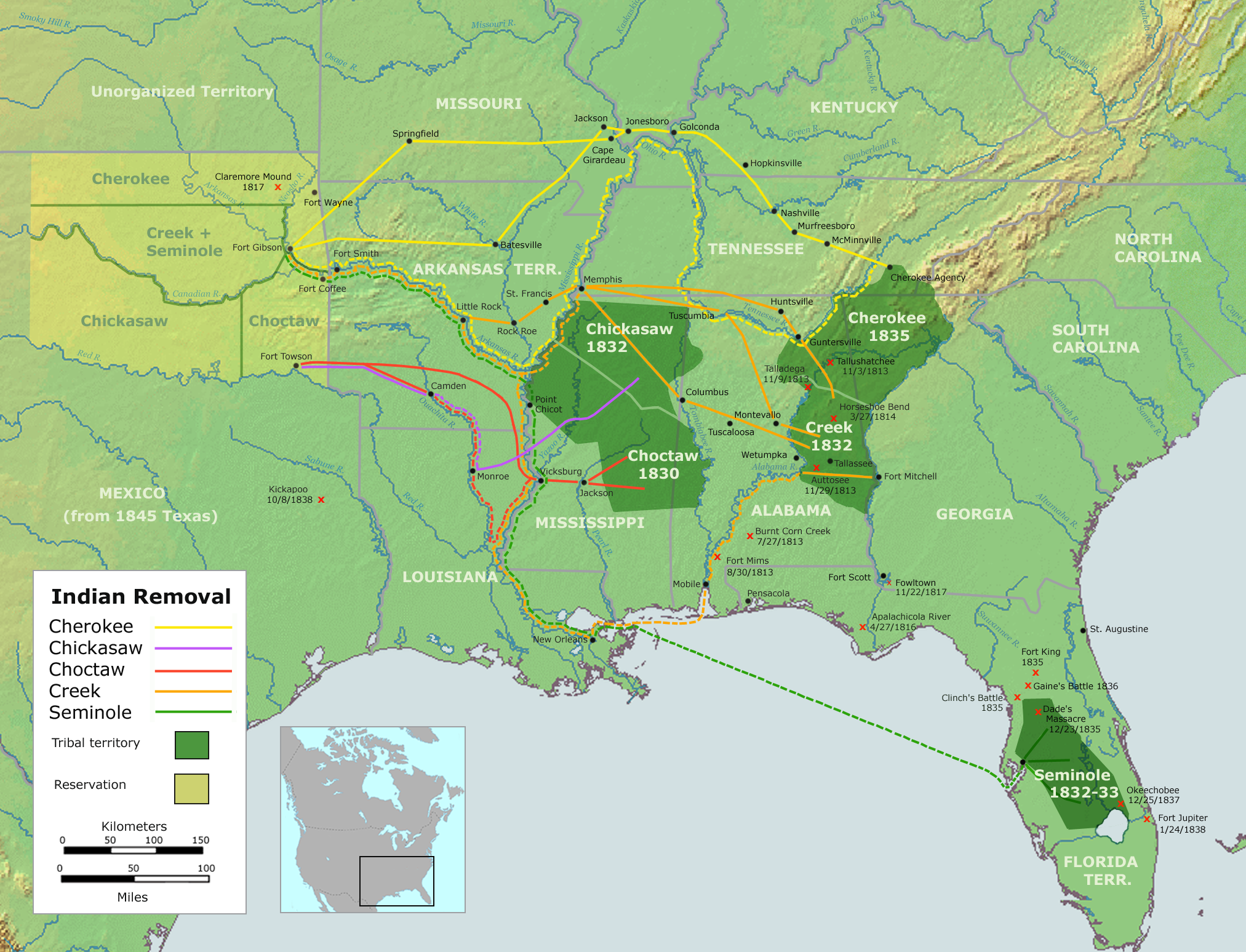
El Indian Removal Act (Ley de desplazamiento indígena) de Jackson y tratados subsiguientes resultaron en el desplazamiento forzado de varias tribus indias de sus territorios, marchas que incluían el Sendero de lágrimas.

Desde la presidencia de James Madison cuando Jackson sirvió como comandante de guerra, Jackson desplegó una actitud hostil en contra de los indios, en parte al ignorar mandatos del presidente de proteger las tierras indias de los colonos estadounidenses. Madison, quien desplegaba una actitud paternalista para con los indios, seguidamente se juntaba con las tribus y los encomiaba a dejar sus vidas de cazadores y de comenzar a ser agricultores y granjeros. Aunque hay pocos detalles, se conoce que se juntó con las tribus del sureste y del oeste, las cuales incluían a los creek y los osage. En contraste, Jackson urgía al presidente a que ignorara las súplicas de los indios. En los ocho años de su mandato, Jackson formuló 70 tratados con los indios en el sur y en el noroeste. La presidencia de Jackson marcó una nueva era en la política estadounidense y las relaciones anglo-indias de desplazamiento de pueblos nativos. El mismo Jackson participaba en las juntas de negociación con las tribus indias, aunque también en otras ocasiones delegaba esta asignación a otras personas. Las tribus del sur incluían a los choctaw, creek, chickasaw, seminola y los cherokee. Las tribus del noroeste incluían a los chippewa, ottawa y los potawatomi. Aunque los conflictos entre blancos e indios ocurrían en cualquier lugar, el problema había empeorado en el sur donde las poblaciones indias eran más grandes. Frecuentemente se producían enfrentamientos con las tribus nativas, especialmente con las tribus creek y seminola quienes rehusaban seguir los tratados hechos por sus tribus por varias razones. La segunda guerra seminola comenzó en diciembre de 1835, duró seis años, y finalmente terminó bajo la presidencia de John Tyler en agosto de 1842.
Aunque las relaciones entre los europeos y después los americanos y los indios siempre habían sido complicadas, crecieron aún más tras las expansiones hacia el oeste por colonos estadounidenses tras la Revolución de las Trece Colonias. Aunque en la mayor parte de los casos se llegaba a la paz, estas relaciones llegaron tensarse hasta la violencia por parte tanto de los colonos como de los indios. Desde las presidencias de George Washington hasta las de John Quincy Adams estos problemas fueron ignorados y se trataban ligeramente; pero para los años de Jackson, ya no se pudo seguir ignorando a los pueblos nativos. El problema era especialmente grande en el sur estadounidense (nombradamente por el área a los alrededores de Georgia) donde las poblaciones indígenas eran más grandes, densas y anglosajonas que las del norte. Se había creado un movimiento popular y político para tratar el problema, de ahí que se iniciaran pólizas para la recolocación de ciertas poblaciones indígenas. Jackson, quien no era conocido por su timidez, llegó a abogar por estas pólizas en lo que historiadores han descrito como el aspecto más controvertido de su mandato. Fue un contraste obvio con su predecessor, John Quincy Adams, quien había seguido el mismo legado de presidentes pasados de dejar que los problemas sean resueltos entre los partidos afectados sea que esto resultara en pactos o violencias. Fue así como la presidencia de Andrew Jackson llegó a marcar el comienzo de una era de relaciones anglo-indígenas destacadas por su recolocación forzosa de pueblos nativos. Durante la presidencia de Jackson, las relaciones entre los pueblos indígenas y el gobierno había llegado a punto crítico.
En su primer mensaje anual al Congreso el 8 de diciembre de 1829, Jackson argumentó que el mejor lugar para las tribus indígenas serían las tierras al oeste del río Misisipi. El Congreso, a su vez, estaba en proceso de crear su propia legislación en cuanto a la reubicación de los indígenas. Había muchos congresistas que apoyaban las metas de Jackson. El 26 de mayo de 1830 el congreso aprobó la ley conocida como la Ley de Traslado Forzoso de los Indios, legislación que Jackson firmó. La ley le daba al presidente el poder de negociar tratados donde se compraban tierras en el este a cambio de tierras al oeste, fuera de la frontera estadounidense. El pasaje del proyecto de ley fue el primer triunfo legislativo de Jackson y marcó la verdadera entrada del partido demócrata a la política estadounidense. El pasaje de la ley fue especialmente popular en el sur del país donde el crecimiento de la población anglosajona y el descubrimiento de oro en tierras cherokee habían incrementado la presión que soportaban los indígenas para irse de sus tierras.
El estado de Georgia llegó a estar involucrado en una disputa jurisdiccional con los cherokee que culminó en una decisión de parte de la corte suprema de Estados Unidos en 1832 (Worcester v. Georgia). En esa decisión, el juez John Marshall, representante de la corte, notó que el estado de Georgia no podía imponer sus leyes a los cherokee. Se le atribuye a Jackson, incorrectamente, la frase "John Marshall ha hecho su decisión, ahora que las haga cumplir", ya que fue dicho en realidad por Horace Greeley en 1863.
Jackson aprovechó la crisis en Georgia para crear un tratado donde los jefes cherokee acordaron mudarse. Un grupo de cherokee dirigidos por John Ridge negociaron el "Tratado de Nueva Echota" con los representantes de Jackson. Ridge no era uno de los líderes de los cherokee más conocidos, así que el tratado se consideró por parte de los cherokee como ilegítimo. Los Cherokee trataron de llevar sus quejas a la corte suprema de los Estados Unidos y al congreso, pero debido a problemas de procedimientos esto no llegó a ocurrir.
Los términos del tratado fueron reforzados por el siguiente presidente, Martin van Buren, quien mandó 7000 soldados a forzar a los indios de sus hogares. Debido a los conflictos internos de los cherokee, estos estaban bajo la impresión de que sus quejas todavía estaban bajo consideración cuando empezó la mudanza. La relocación llegó a ser conocida por el nombre de Sendero de lágrimas y causó la muerte de alrededor de 4000 personas.
Para la década de los 1830, bajo presión constante de parte de colonos anglosajones, cada una de las cinco tribus más grandes ya habían cedido gran parte de sus territorios. Aun así quedaban tribus grandes que habían creado gobiernos en los estados de Georgia, Alabama, Misisipi y Florida. Todas estas habían hecho progreso dentro de sus sociedades en cuanto al coexistir con los estadounidenses, así que todavía estaban resistiendo cualquier sugerencia de que deberían de irse. Sus métodos los llegaron a hacerlos conocer como las "Cinco Tribus Civilizadas". Más de 45 000 indios americanos fueron forzados hacia el oeste durante el mandato del presidente Jackson. De todos modos, hubo grupos de cheroqui que caminaron de vuelta a sus tierras o que regresaron a las Grandes Montañas Humeantes entre la frontera de Carolina del Norte y Tennessee.
Los tratos hechos con los indios han sido causa de gran controversia en contra de Jackson tras los años y especialmente entre sus oponentes del tiempo y gente en contra de sus ideología de tiempos modernos. Arthur Schlesinger Jr, historiador moderno, nota que los conflictos entre anglosajones y la gente nativa había tomado lugar desde antes que existieran los Estados Unidos, algo que tendría que haberse solucionado de una manera u otra, y que llegó a serlo en parte por medio del presidente Jackson. En la década de los 1970, las controversias llegaron a reanimarse por ideólogos estadounidenses. Gente a la izquierda del espectro político como Michael Paul Rogin y Howard Zinn llegaron a ser atacantes fuertes de las pólizas impuestas por Jackson. En 1969, el historiador Francis Paul Prucha argumentó que al haber expulsado a las "Cinco Tribus Civilizadas" de sus tierras rodeadas de colonos anglosajones, Jackson probablemente les salvó la existencia.

#### Tratos
Sur:
- Tratado del Arroyo de Liebres - Choctaw (27 de septiembre de 1830)
- Tratado de Cusseta - Creek (24 de marzo de 1832)
- Tratado del Reposo de Payne - Seminol (9 de mayo de 1832)
- Tratado de Nueva Echota - Cheroqui (29 de diciembre de 1835)

Noroeste:
- Tratado de los Estados Unidos y la Nación Unida de los Chippewa, Ottowa, y Potawatami - (21 de febrero de 1835)

#### Guerras
- Guerra de Halcón Negro - (mayo y agosto de 1832)
- Segunda Guerra Semínola - (diciembre de 1835 a agosto de 1842) | Alto al fuego - (enero a junio de 1837)
- Segunda Guerra de los Creek - (mayo a julio de 1836)

### Reformas iniciadas

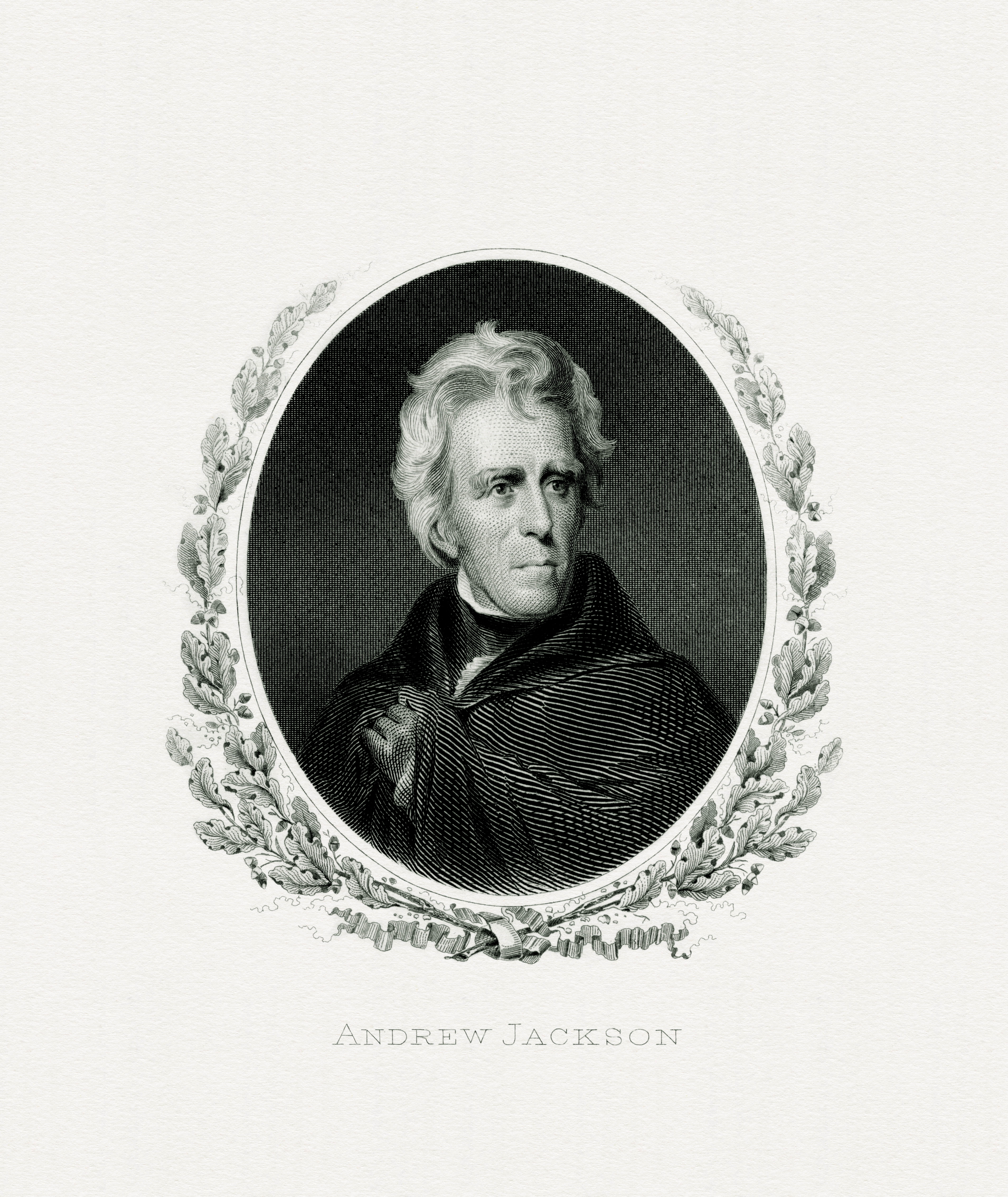
Retrato grabado de Jackson mientras era presidente. Oficina de Grabado e Impresión de los Estados Unidos.

En un esfuerzo por eliminar la corrupción de administraciones previas, Jackson inició investigaciones en todas las oficinas y departamentos del brazo ejecutivo del gobierno. Durante el mandato de Jackson, grandes sumas de dinero fueron puestas a salvo de oficiales públicos. Jackson intentaba solamente nombrar funcionarios elegidos por su idoneidad, en lugar de por razones políticas, razón por la que también despidió a muchas cabezas de departamento. Jackson le pidió al Congreso que reformara las leyes de malversación, redujera el número de aplicaciones fraudulentas a pensiones federales, actualizara las leyes que dejaban que gente evadiera impuestos de aduana, y leyes que mejoraran la manera como el gobierno acontaba por los fondos que proveía. El administrador de correos de Jackson renunció a su trabajo después que una investigación legislativa descubrió abusos del servicio de correos, colusión y favoritismo al premiar contratos lucrativos, fallas en auditar cuentas y supervisar las rendiciones de contratos. Jackson sustituyó a Barry con Amos Kendall, quien procedió a reformar el servicio de correos.
Jackson repetidamente pedía la abolición del colegio electoral por medio de una enmienda a la constitución en sus discursos anuales al congreso. En su tercer discurso expresó su punto de vista que: "Así que he hecho recomendaciones de enmiendas a la constitución federal dando así la elección del presidente y su vicepresidente al pueblo y limitar el mandato de presidente a solo un término. Tan importantes son estos cambios a la ley fundamental que no puedo, de acuerdo al sentido de deber, omitir presionarlas para consideración del nuevo congreso".
El mandato de Jackson también vio varias mejoras al sistema de provisiones financieras de veteranos de la guerra y sus dependientes. La Ley de Pensión de Servicio de 1832, por ejemplo, proveyó pensiones a los veteranos aun cuando no había necesidad obvia o física, mientras que una ley de julio de 1836 ayudó a viudas de soldados a recibir las pensiones de sus esposos muertos si éstas cumplían ciertos requisitos. En 1836, Jackson estableció el horario de 10 horas en astilleros federales.

### Rotación de oficinas y el "Spoils System" (Sistema de botín)
Al llegar a la presidencia en 1829, Jackson hizo cumplir una ley pasada en 1820 conocida por el nombre "Tenure of Office Act" (Ley de Tenencia de la Oficina), ley que había sido firmada por el presidente James Monroe y que imponía límites a ciertos puestos en el gobierno y que autorizaban al presidente quitar a personas de sus puestos y a la vez, apuntar a personas a las que el favorecía. Jackson creía que esta rotación de oficinas era una extensión de la democracia, ya que al votar por un presidente, se implicaba un cambio en la dirección del país, algo que solo sería posible si ciertos puestos cambiaban también. Jackson llegó a declarar que la rotación de oficinas era "un principio principal en el credo del republicanismo". Jackson notó: "En un país donde los puestos de gobierno existen solamente para el beneficio público, ningún hombre tiene un derecho intrínseco a estación oficial sobre otro". Jackson también creía que al rotar puestos del gobierno se evitaría llegar a un nivel incontrolable de corrupción en la burocracia. Opuesto a este punto de vista era el propio partido político de Jackson, quienes querían estos puestos disponibles a gente que los apoyaba, algo que hubiera mantenido el gobierno funcionando igual aun si estos puestos hubieran sido asignados a familiares o amigos. El número de personas que perdieron sus puestos por esta razón fue exagerada por sus oponentes. Jackson quitó a, más o menos, 20% de personas en el gobierno y solamente por negligencia en cumplir sus deberes en vez de por razones políticas. Aun así, Jackson reemplazó a estas personas con gente del partido demócrata. Uno de los requisitos que buscaba Jackson era patriotismo. En referencia a un puesto de administrador de correos asignado a un veterano de guerra que había perdido su pierna, Jackson dijo: "Si perdió su pierna defendiendo el país eso es [...] suficiente para mi".
La teoría de Jackson en cuanto a la rotación de oficinas públicas llegó a ser conocido como el "Spoils system" (Sistema de Botín). Aunque el sistema era esto fundamentalmente, Jackson, irónicamente, no trató de justificarlo. Y aunque no pensaba en usar los nombramientos como botín, las realidades políticas de Washington lo forzaron a nombrar personas a base de conflictos partidarios. Historiadores modernos ven la presidencia de Jackson como el comienzo de una era de poca ética en Washington. La supervisión de oficinas y departamentos que operaban fuera de Washington, como la oficina de aduana de New York, el servicio postal, el departamento de Armada y guerra, y la oficina de asuntos indígenas, los cuales habían incrementado sus presupuestos significativamente, probó ser difícil. Otros aspectos del sistema de botín incluyendo la compra de oficinas, participación forzada del partido político a campañas de elección, y la colección de evaluaciones, cesaron de tomar lugar después de la presidencia de Jackson. Durante la presidencia de Jackson, aquellos que se oponían a la expansión del poder presidencial en cuanto a seleccionar los cabezas de departamento se juntaron para formar el partido político "Whig Party". Tomaron el nombre tras apodar a Jackson de "Rey Andrew I", ya que en Inglaterra había un partido político del mismo nombre opuesto a la monarquía.

### La crisis de anulación
La crisis de anulación o la crisis de secesión de 1828 a 1832 fusionó las luchas de facciones políticas con los desacuerdos sobre tarifas de importaciones y exportaciones. Los oponentes de lo que llegó a ser conocido como el "Tariff of Abominations" (tarifas de abominables), tarifas de 62% que se aplicó al 92% de todas las importaciones, peleaban lo que veían una injusticia en contra de los estados del sur del país. Ya que los estados del norte producían muchos de los recursos y el sur dependía de importaciones, las tarifas solamente afectaron a la mitad sur del país, ya que estos estados tenían un sistema económico basado en la agricultura.
El problema empeoró cuando el vicepresidente John C. Calhoun, en la protesta y exposición de Carolina del Sur de 1828 apoyo la reclamación del estado de que podía anular la legislación de tarifas de 1828, algo que si fuera cierto, le daría el poder a un estado de anular leyes federales. Aunque Jackson simpatizó con el sur, también creía en una unión de estados fuerte, algo que implica tener un gobierno central fuerte. Al contradecir a Calhoun, Jackson y el llegaron a ser rivales fuertes. Un incidente tomó lugar el 13 de abril de 1830 durante una cena en honor de Jackson mientras decían brindis después de la cena. Robert Y. Hayne hizo un brindis por la unión de los estados y por la soberanía de los estados. En voz tronadora, Jackson se paró y dijo "Nuestra Unión Federal: Debe ser preservada!" —un desafío obvio a Calhoun—. Calhoun a su vez declaró una clarificación: "La unión: A lado de nuestra libertad, la más preciada!"
En mayo de 1830, Jackson descubrió que Calhoun, cuando era secretario de guerra, le había pedido al presidente Monroe, 12 años antes en 1818, que censurara a Jackson, entonces un general, por la invasión de la Florida española. Esto deterioró la relación entre ambos aún más. Para febrero de 1831, los dos hombres terminaron por completo su relación. Respondiendo a noticias falsas de la rivalidad, Calhoun publicó tres cartas escritas entre el y Jackson. Esto desencadenó una correspondencia furiosa entre los dos que Jackson terminó en julio.
En la primera Convención Nacional Demócrata, la cual fue formada por miembros del gabinete no oficial de Jackson, Calhoun y Jackson rompieron políticamente y Martin Van Buren llegó a ser el vicepresidente de Jackson para las elecciones presidenciales de Estados Unidos de 1832. El 28 de diciembre de 1832, aun faltando dos meses para el término de su puesto, Calhoun renunció a la vicepresidencia y fue elegido a ser senador para el estado de Carolina del Sur.
En respuesta a la declaración de Carolina del Sur, Jackson prometió mandar tropas federales al estado si no se seguían las leyes. En diciembre de 1832 hizo una declaración resonante en contra de los anuladores al decir que el poder de anular alguna ley federal por un estado va en contra de la existencia de una unión, es contradicho explícitamente por la constitución, no es autorizado por el espíritu de esta, es inconsistente con todo principio con el que se escribió, y es destructivo al objetivo con el que se escribió. Carolina del Sur, declaró el presidente, se postraba en "la orilla de insurrección y traición" y urgió a la gente del estado que reafirmara su lealtad a la unión por la que habían peleado sus antepasados. Jackson también negó el derecho de separarse. "La constitución [...] forma un gobierno no una liga [...] Al decir que cualquier estado se separase de la unión a placer es decir que los Estados Unidos no es un país".
Jackson le pidió al congreso que autorizara un "proyecto de ley de fuerza" que explícitamente autorizaba la fuerza militar para hacer cumplir la ley de tarifas, pero este fue detenido por los partidarios del Proteccionismo, dirigidos por Clay, hasta que se acordara una tarifa de compromiso. El proyecto de ley de fuerza y la tarifa de compromiso fueron aprobadas por el congreso el mismo día 31 de marzo de 1833, y Jackson firmó los dos. La legislatura de Carolina del Sur entonces se juntó y retiró su proclamación de anulación. El 1 de mayo de 1833, Jackson escribió: "la tarifa era solamente un pretexto y la desunión y confederación del sur el objetivo real. El siguiente pretexto será el negro, o la cuestión de esclavitud".

### Relaciones exteriores

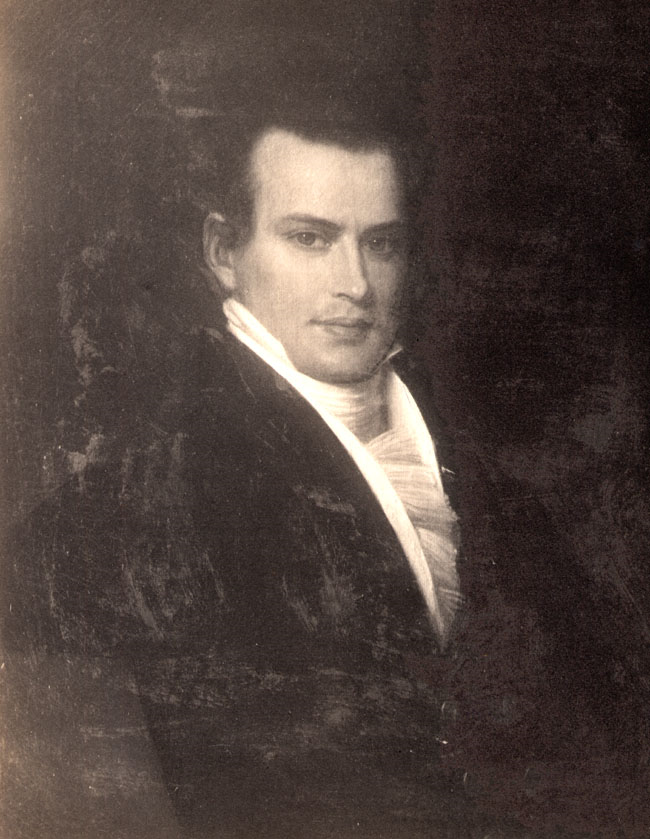
Jackson envió a Francia a William C. Rives para negociar un tratado de reparaciones en 1831.

Cuando Jackson llegó a la presidencia en 1829, demandas de indemnización a los franceses por el robo y secuestro de barcos y marineros estadounidenses causó un estrés en las relaciones entre los dos países. La armada francesa capturó y envió barcos estadounidenses a puertos españoles mientras los marineros eran sometidos a trabajo forzado sin cargos o fallos judiciales en contra de ellos. De acuerdo al secretario de estado Martin van Buren, las relaciones entre los Estados Unidos y Francia eran desesperadas. Aun así, el ministro de Jackson en Francia, William C. Rives, por medio de la diplomacia, pudo convencer al gobierno francés de firmar un tratado de reparaciones el 4 de julio de 1831, el cual daría al gobierno estadounidense ₣25,000,000 ($5,000,000) en daños. Sin embargo, el gobierno francés falló en pagar lo acordado debido a pleitos internos y dificultades económicas. El rey francés Luis Felipe I y sus ministros culparon a la cámara de diputados francesa. Para el año 1834, la falta de indemnización por el gobierno francés impacientó a Jackson hasta la ira. En su discurso al congreso en diciembre de 1834, Jackson reprendió al gobierno francés por su falta al acuerdo y le pidió al congreso que empezara represalias en acuerdos comerciales con los franceses. Insultados por las palabras de Jackson, los franceses demandaron una disculpa a Jackson. En el discurso al congreso en diciembre de 1835, Jackson rehusó disculparse. Declaró que su opinión del pueblo francés era buena y sus intenciones eran pacíficas. Entonces describió las razones por la creación del tratado y porque pensaba que Francia tardaba en pagar. El gobierno francés percibió sinceridad en el discurso del presidente y pago el total en febrero de 1836.
Además de con Francia, el gabinete de Jackson pudo llegar a acuerdos comerciales con Dinamarca, Portugal, y España. El departamento de estado llegó también a tener acuerdos comerciales con Rusia, Gran Bretaña, Turquía, y Siam. Bajo los tratos con Gran Bretaña se abrió la puerta al comercio con las Indias Occidentales. El trato comercial con Siam fue el primer acuerdo firmado con un país asiático. Como resultado, las exportaciones estadounidenses se incrementaron un 75% mientras que las importaciones se incrementaron en un 250%.
Aun así, Jackson no logró entablar relaciones comerciales con China y Japón. Tampoco pudo obstruir la presencia de los ingleses en América del Sur. Un intento de comprar Texas a México por $5,000,000 falló. Anthony Butler, el agente de Jackson en Texas, sugirió tomar el estado por medio de fuerza militar, algo que Jackson no estaba dispuesto a hacer. Hacia el final de la presidencia de Jackson, Butler fue despedido.

### El Veto Bancario y la Elección de 1832

Resultados del Colegio Electoral en 1832.

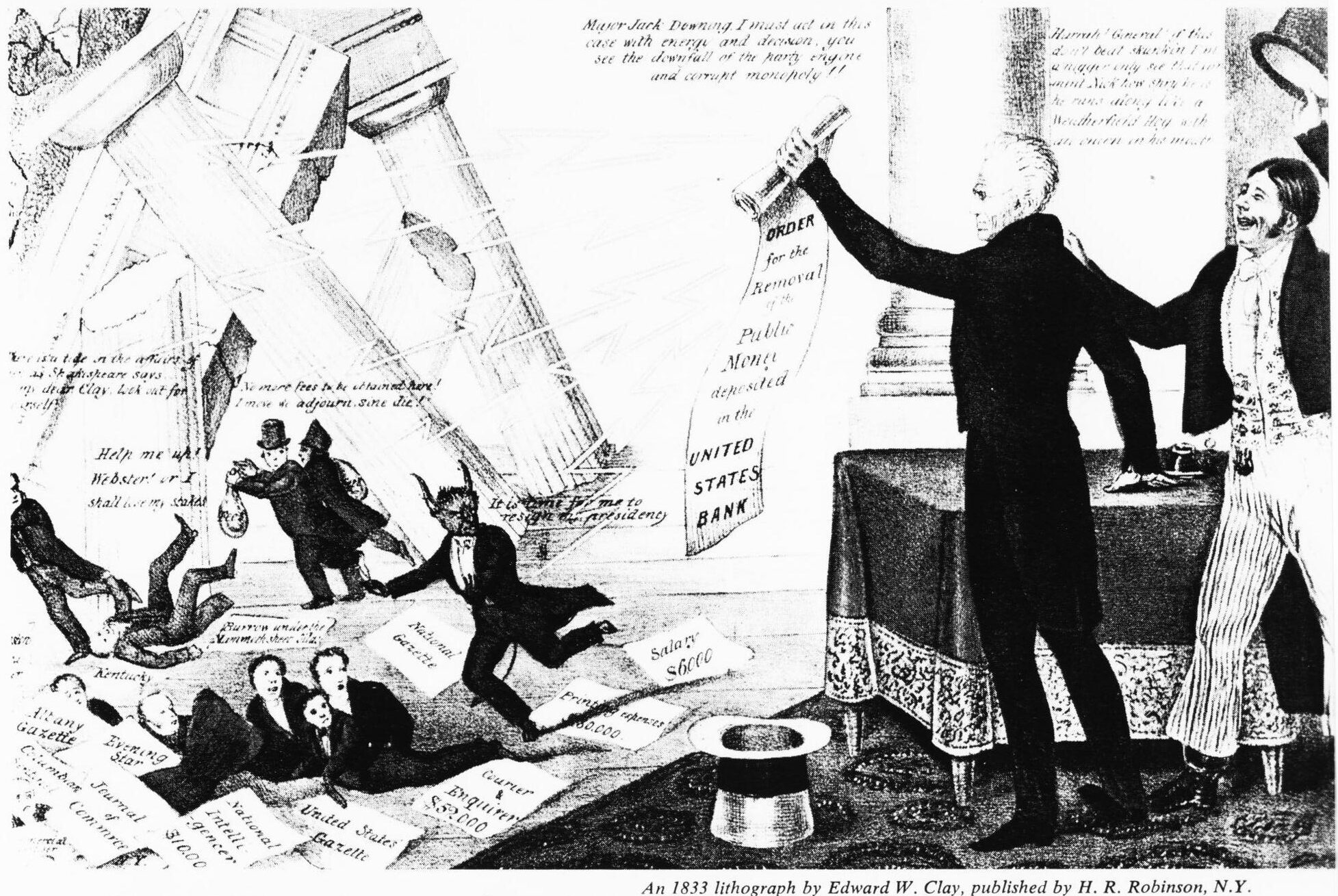
Caricatura democrática que muestra a Jackson destruyendo el supuesto «banco del diablo», en referencia al segundo banco de los Estados Unidos.

En 1816, el Segundo Banco de los Estados Unidos fue establecido por el presidente James Madison para restaurar la economía estadounidense, la cual quedó devastada después de la guerra de 1812. En 1823, el presidente James Monroe nombró a Nicholas Biddle como tercer ejecutivo del banco. Biddle sería el último ejecutivo. En enero de 1832, Biddle le pidió al congreso que renovara los fondos del banco, 4 años antes de que se expirara su fundación de 20 años. La solicitud de Biddle fue aprobada por el Senado el 11 de junio y por la Cámara de Representantes el 3 de julio de 1832. Jackson, quien era de la opinión que el banco era un monopolio fundamentalmente corrupto y con acciones de valor de entidades extranjeras, vetó el proyecto de ley. Jackson tomó la oportunidad para moldear los valores del partido demócrata, ya que se decía que el banco era solamente para los ricos. Jackson declaraba que el banco solo hacía a los ricos más ricos y a los fuertes más poderosos. El partido republicano inmediatamente trató de usar el tema para bajar la popularidad del presidente. Los oponentes de Jackson decían que él estaba creando una lucha entre las clases solo para usar a los pobres, y que sus acciones unilaterales solo servían a sí mismo, clasificándolo así como demagogo.
Durante la elección presidencial de 1832, la continuación del Segundo Banco Nacional llegó a ser un tema de gran contención. La elección también demostró el desarrollo rápido y organización de los partidos políticos durante este periodo de tiempo. La primera convención anual del partido demócrata, el cual se celebró en Baltimore, nombró a Van Buren como candidato a la vicepresidencia. El partido republicano, quienes también habían celebrado su primera convención anual en Baltimore en 1831, nombraron a Henry Clay, el senador de Kentucky y pasado portavoz de la Cámara de Representantes, y a John Sergeant de Pensilvania. El partido antimasónico, quienes también habían celebrado su convención en Baltimore en septiembre de 1831, nombraron a William Wirt de Maryland y a Amos Ellmaker de Pensilvania; ambos Jackson y Clay eran Masones. Los dos partidos rivales, sin embargo, probaron no ser gran reto a la popularidad de Jackson y a las redes de apoyo conocidas como Hickory Clubs (Clubs de Nogal) en organización a nivel estatal y local. Periódicos democráticos, desfiles, parrilladas, y asambleas políticas incrementaron la popularidad de Jackson. El propio Jackson hizo apariencias públicas numerosas al regresar a Washington D. C. de Tennessee. Jackson ganó una victoria decisiva al recibir 55% del voto popular y 219 votos electorales. Clay recibió 37 por ciento del voto popular y 49 votos electorales. Wirt recibió solo ocho por ciento del voto popular y siete votos electorales mientras que el partido antimasónico se rindió. Jackson creía que esta victoria sólida fue un mandato claro del pueblo para terminar con el banco y continuar a pelear en contra del control que este tenía sobre la economía nacional.

### La remoción de depósitos y censura
En 1833, Jackson comenzó a remover los depósitos federales del banco nacional, el cual estaba perdiendo su facilidad de prestar dinero a las legiones de bancos locales y estatales que se comenzaban a crear por todo el país, algo que incrementó en forma drástica el crédito y la especulación.
En 1836, para contrarrestar la especulación, Jackson mandó el Specie Circular, una orden ejecutiva que requería a entidades que compraban tierras del gobierno a hacerlo por medio de specie (monedas de oro o plata). Esto resultó en una alta demanda de metálico, algo que restó la cantidad de metales preciosos en los bancos. Cuando los bancos agotaron sus fondos de oro y plata, empezó un pánico nacional conocido como el Pánico de 1837. Cientos de bancos y negocios quebraron. Miles perdieron sus tierras. Por los siguientes cinco años los Estados Unidos pasó por la depresión más severa hasta entonces de su historia. La economía tardó años en recuperarse, y por el daño causado llegó a ser culpado Martin van Buren, quien llegó a la presidencia en 1837. En las notas biográficas de van Buren, afirma que "[...] el problema fue la naturaleza cíclica típica de la economía en el siglo XIX de "auge a caída", que seguía vigente, pero las medidas de Jackson contribuyeron a la caída financiera. Al destruir el Segundo Banco de los Estados Unidos también quitó restricciones a la inflación artificial que practicaban algunos bancos estatales; hacer grandes especulaciones de tierras además de incrementar la facilidad de recibir crédito llegó a ser la moda al oeste del país.
El mandato fue muy controvertido. Los republicanos nacionales iniciaron un movimiento en el senado para censurar a Jackson. La censura fue un procedimiento político encabezado por el rival de Jackson, el senador Henry Clay, algo que solo empeoró la relación entre los dos. Durante los procedimientos antes de la censura, Jackson llamó a Clay "descuidado y lleno de furia como un borracho en un burdel", y el problema dividió al senado. Aun así, la censura se aprobó por medio de un voto de 26-20. Cuando los simpatizantes de Jackson ganaron una mayoría en el senado, la censura fue borrada tras años de esfuerzo.

### Ataque e intento de asesinato

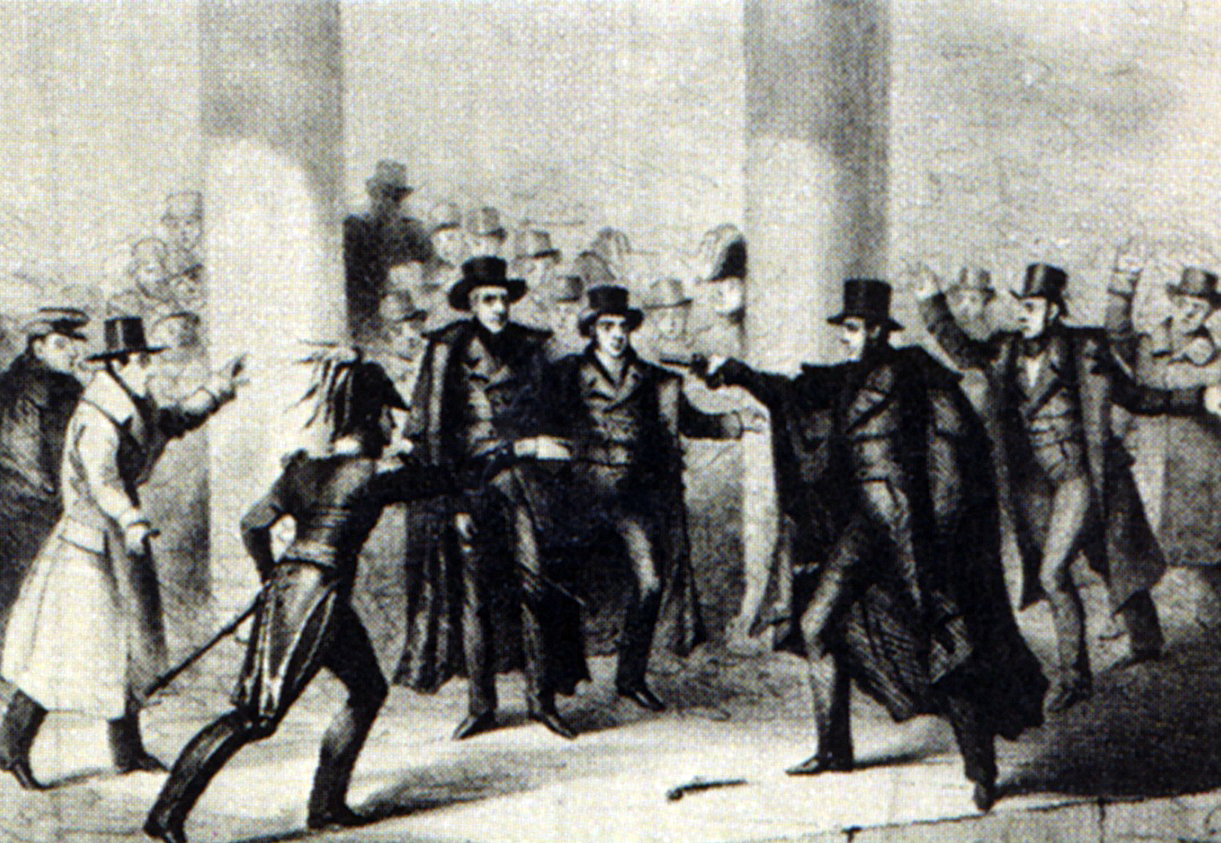
El intento de asesinato de Richard Lawrence en contra de Andrew Jackson como se ilustró en un aguafuerte de 1835.

El primer ataque en contra de un presidente activo se dirigió en contra de Jackson tras ordenar despedir a Robert B. Randolph de la armada por malversación. El 6 de mayo de 1833, Jackson se embarcó en el USS Cygnet rumbo a Fredericksburg (Virginia) donde iba a erigir el fundamento de un monumento cerca de la tumba de Mary Ball Washington, la madre de George Washington. Durante una parada cerca de Alexandria, Randolph apareció y golpeó al presidente. Tras esto intentó escapar, siendo perseguido por varios de los acompañantes del presidente, incluyendo al bien conocido autor Washington Irving. Jackson decidió no presentar cargos en contra de él.
El 30 de enero de 1835, lo que se cree ser el primer atentado en contra de la vida de un presidente estadounidense ocurrió justo afuera del Capitolio de los Estados Unidos. Cuando Jackson salía por el pórtico del este tras el funeral del representante de Carolina del Sur Warren R. Davis, Richard Lawrence, un pintor de casas desempleado de Inglaterra, apuntó una pistola a Jackson, la que tras presionar el gatillo falló en disparar. Lawrence enseguida saco una segunda pistola, que también falló. Los historiadores atribuyen el fallo de las dos pistolas a la humedad alta. Jackson, lleno de furia, atacó a Lawrence con su bastón. Otros presentes, incluyendo al famoso Davy Crockett, redujeron y desarmaron a Lawrence.

### Muerte
Al término de su mandato, el 4 de marzo de 1837, dejó Washington y se retiró a su hacienda de Hermitage en Nashville, donde siguió siendo influyente en la política local y nacional. Durante las elecciones de 1840, hizo campaña en Tennessee a favor de Martin Van Buren. También presionó por la anexión de Texas.
Jackson falleció en su hacienda por una combinación de hidropesía, tuberculosis e insuficiencia cardíaca,  el 8 de junio de 1845, rodeado en su lecho de muerte de parientes, esclavos y amigos. Se registró que dijo: "No lloréis; espero encontraros a todos en el Cielo, sí, a todos en el Cielo, blancos y negros". Fue enterrado junto a su esposa Rachel.

## Influencia en el gobierno nacional
Además de ser el primer presidente de origen humilde, proyectó la imagen de defensor del hombre común. Sus diferencias con el Banco Nacional (hábilmente dirigida por Nicolas Biddle), promovida también por granjeros del oeste sufridores de la crisis económica de 1819, consistían en la suspicacia del pueblo ante la ambición de políticos, banqueros e inversionistas extranjeros. Y todo esto llevó a que desconfiaran de los billetes emitidos por los bancos, y a exigir a que se pagase con monedas de oro o plata. Por encima de todo, Jackson consideró al Banco una institución anticonstitucional y antidemocrática, porque privilegiaba a unos pocos habitantes, los más ricos, frente a la mayoría. Entonces, cuando en 1832 el Congreso aprobó la solicitud de renovación de la licencia del Banco Nacional para 1836, el presidente interpuso el veto. Los cuatro años que siguieron a esta decisión del ejecutivo, fue un auténtico duelo entre Jackson y Biddle. La batalla la ganó el presidente retirando los fondos federales para enviarlos a pequeños bancos y el propio Biddle se declaró en quiebra en 1841. El cierre del Segundo Banco de los Estados Unidos provocó una grave crisis económica, muchos granjeros se arruinaron y gran parte del capital extranjero se retiró de la nación ante la inestabilidad económica. Cuando llegó el desastre, Jackson ya no estaba en la Casa Blanca para presenciarlo.
Sobre lo anterior dijo Jackson: 

¿No constituye un peligro para nuestra libertad e independencia el tener un banco que tiene tan poco en común con nuestra nación? ¿No representa el mismo una causa de temor el pensar en la pureza y la paz de nuestro proceso electoral y en la independencia de nuestro país en guerra? El tener control de nuestro dinero, el recibir el dinero público y el mantener a miles de nuestros ciudadanos en un estado de dependencia, sería peor y más peligroso que cualquier enemigo militar y naval. — Herman E. Cross, Documentary History of Banking and Currency in the United States, Chelsea House, pp. 26, 27.

En 1830 se aprobó en el Congreso la subvención a una carretera en Kentucky de 100 kilómetros que él vetó. Vetó este proyecto por considerar que los fondos públicos podían ser malversados con facilidad y porque un proyecto de estas características beneficiaba a un Estado y no al conjunto de la nación. Con respecto a la venta de tierras, Jackson adoptó la opción favorable de defender a todos aquellos colonos que quisieran establecerse en las nuevas tierras de forma libre. El precio de la venta de las tierras fue muy bajo, solo para mantener al personal de estas operaciones. Esta medida, junto con el desalojo de los indios produjo un nuevo impulso a la colonización.
La amenaza de nulidad y secesión de los Estados (pues Carolina del Sur en 1830, al ver que Jackson no tenía interés en cambiar las tarifas de aranceles, amenazó con la separación si no se anulaba la Tarifa de Abominaciones de 1828), la no renovación de la cédula del Banco Nacional y el traslado de los indígenas hacia el oeste (donde Jackson aplicó agresivamente la Ley de Remoción de los indios que resultó en un desplazamiento forzoso de miles de indígenas al Territorio Indio) fueron los asuntos más importantes de la era de Andrew Jackson.

## Referencia bibliográfica
- El Nacimiento del Mundo Moderno (título original en inglés: The Birth of the Modern: World Society 1815-1830), Paul Johnson, 1991. Javier Vergara Editor S.A., edición 1992 ISBN 978-950-15-1191-8
- Estados Unidos. La historia (título original en inglés: A History of the American People), Paul Johnson, 1997. Ediciones B Argentina, S.A. para el sello Javier Vergara Editor S.A., primera edición abril de 2001 ISBN 950-15-2143-5